# 野麥峠
野麥峠（のむぎとうげ）是一段位于岐阜縣高山市和長野縣松本市的交界處跨越山口的道路。是連接飛騨国和信濃国的鎌倉街道、江戶街道上的一個山口。在乘鞍岳和鎌峰之間，標高1,672米。長野縣道，岐阜縣道39號奈川野麥高根綫經過此處。

## 概要
這裡古代也被稱爲野麥街道，能登国的鰤魚經過這裡運往信州（長野）。信州因爲地處内陸所以鰤魚的價格很高，據説，能登一條魚值一斗米的話，過了野麥峠就要值一擔米。
明治初期到大正年間，日本主要依靠生絲出口換取外匯，很多飛騨的婦女（主要是10多嵗的女孩）爲了賺錢越過野麥峠去生絲工業發達的諏訪岡谷打工。1968年山本茂實將此寫成小說『啊，野麥峠』，使野麥峠在全国聞名。
向北可以看到乗鞍岳，向南可以看到御岳山，景觀非常美麗。
自從乗鞍岳北面安房峠（国道158號）的安房隧道（中部縦貫自動車道的一部分）通車之後，野麥峠作爲連接高山和松本的交通要道的作用幾乎完全喪失了。同時連接木曽方向的作用也因爲鎌峰南面的長峰峠（国道361號）的開通而失去。現在主要通行旅遊車輛。也是日本秘境100選之一。

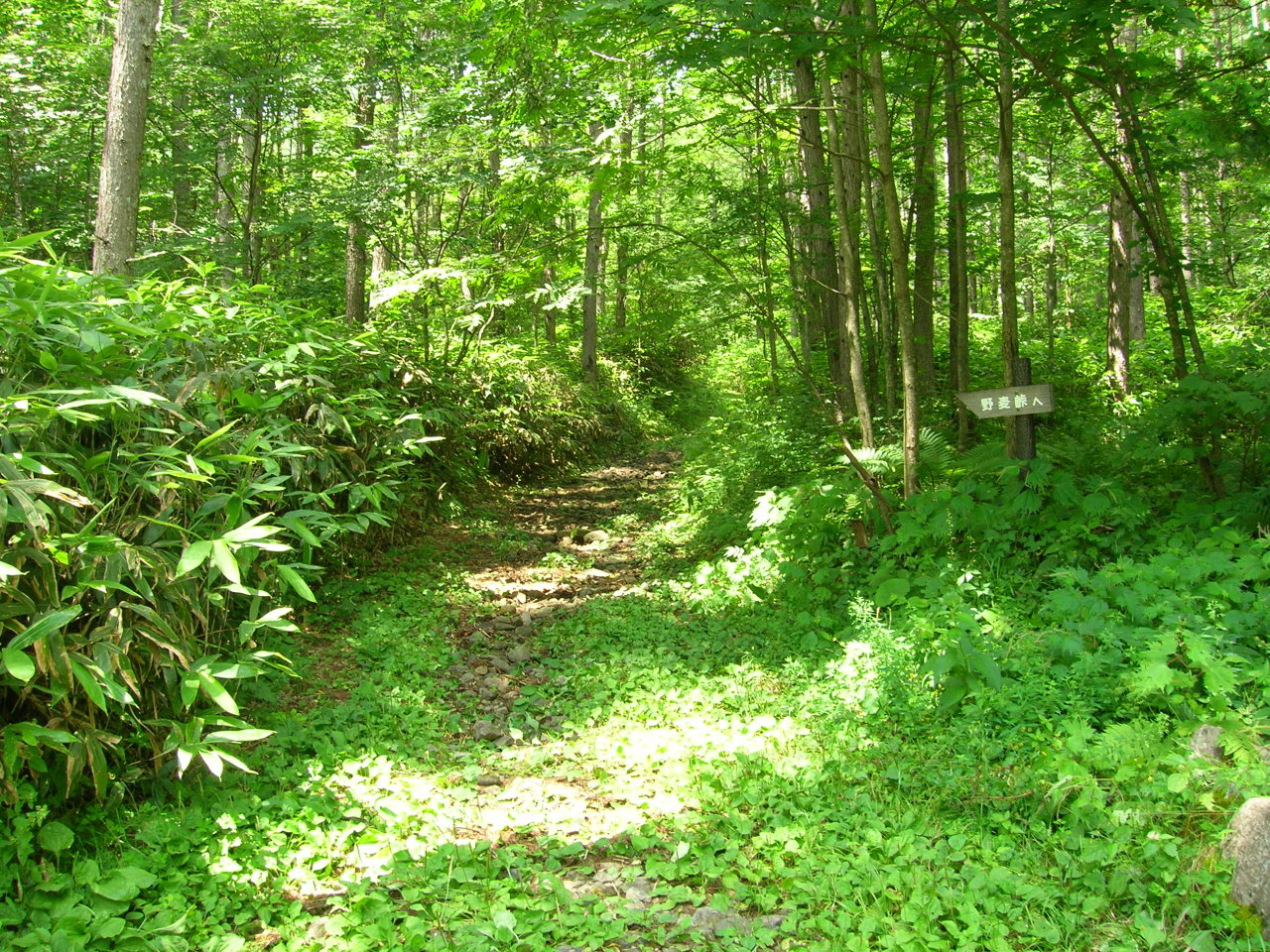
舊野麥街道

岐阜縣方面將舊街道保留為野外步行者的縣立自然公園，並且還設置了資料舘「野麥峠之館」。長野縣也把舊街道作爲縣的史跡保存。

## 名字由来
峠上長有野生熊笹，十年成熟一次，長得很象麥穗，當地人就把這種植物稱爲「野麥」。天候不順農作減產的時候做成團子充飢。
小説中說有許多在打工的地方懷孕后辭工的少女在回家途中翻越高山時流產，所以稱這裡為野産（noumi）峠，産在日語裏面和野麥的發音（nomugi）相似。

## 關連項目
- 日本的峠
- 啊，野麥峠

## 外部連結
- 野麥峠之館
- 熟知野麦峠 （页面存档备份，存于）
- 女工哀史 啊野麦峠 （页面存档备份，存于）